# Jérémie Rhorer
Jérémie Rhorer (Parigi, 15 luglio 1973) è un clavicembalista, compositore e direttore d'orchestra francese.
Ha studiato clavicembalo, flauto e composizione al Conservatoire national de région de Paris, proseguendo in seguito i suoi studi in clavicembalo e composizione al Conservatoire national supérieur de musique et de danse de Paris. Tra i suoi insegnanti vi furono  Emil Tchakarov, William Christie e Marc Minkowski.
Nel 1995 ha cofondato con Pejman Memarzadeh l'Orchestre des musiciens de la Prée e nel 2005, insieme al violinista Julien Chauvin, Le cercle de l'harmonie, orchestra specializzata in musica antica, con la quale ha inciso per Virgin Classics. L'orchestra ha debuttato nel Regno Unito nel 2011 al Barbican Centre, e ai Proms nel luglio 2016. Rhorer ha tenuto il suo primo concerto statunitense nel 2008 con la Chamber Orchestra of Philadelphia.
La produzione compositiva di Rhorer comprende Le cimetière des enfants per pianoforte e orchestra, un concerto per violoncello scritto per Jérôme Pernoo nel 2014, e un concerto per pianoforte e orchestra commissionatogli nel 2017 dalla Philharmonia Orchestra per Jean-Yves Thibaudet.

## Discografia
- Domenico Cimarosa: Requiem, 2 CDs, Valerie Gabail, Katalin Verkonyi, Etienne Lescroart, Ronan Nedelec, Choeur de Chambre des Musiciens du Louvre, La Philharmonie de Chambre, Jérémie Rhorer Ligia 2002
- Henri Reber (1807-1880): Symphony No 4, op. 33, Bertrand Chamayou, Julien Chauvin, Le Cercle de L'Harmonie, Jérémie Rhorer[10]
- Mozart: Donna - Diana Damrau, Le Cercle de l'Harmonie, Jérémie Rhorer[11]
- J. C. Bach arias - La dolce Fiamma; Philippe Jaroussky, Le Cercle de l'Harmonie, Jeremie Rhorer[12]
- Joseph Haydn: Organ Concertos H. 18, Nos 1, 2, and 6, Olivier Vernet, Ensemble Les Sauvages, Jérémie Rhorer
- Mozart: Symphonies Nos 25, 26, and 29, Le Cercle de l'Harmonie, Jérémie Rhorer
- Diana Damrau - Arie di Bravura Salieri, Vincenzo Righini, Mozart. Le Cercle de l'Harmonie, Jérémie Rhorer
- Beethoven: The Birth of a Master - Alexandra Coku, Julien Chauvin, Le Cercle de l'Harmonie, Jérémie Rhorer
- Luigi Cherubini: Lodoïska - Nathalie Manfrino, Hjordis Tebault, Sebastien Gueze, Philippe Do, Le Cercle de l'Harmonie, Jérémie Rhorer[13]
- DVD André Grétry, L'amant jaloux: Magali Léger, Daphne Touchais, Maryline Fallot, Brad Cooper, Le Cercle de l'Harmonie, Jérémie Rhoher